# Автомобільні війська

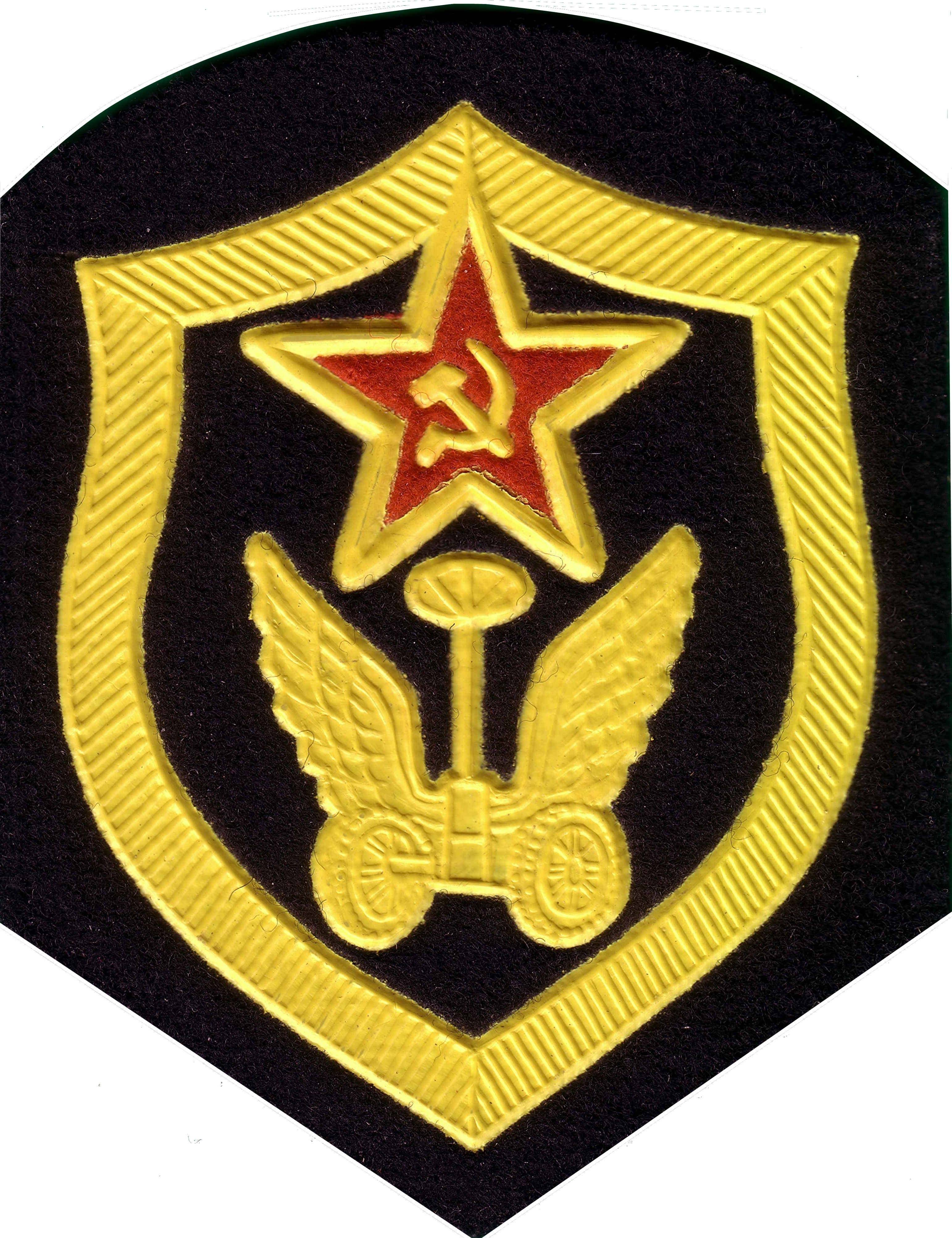
Нарукавна нашивка автомобільних частин Збройних сил СРСР

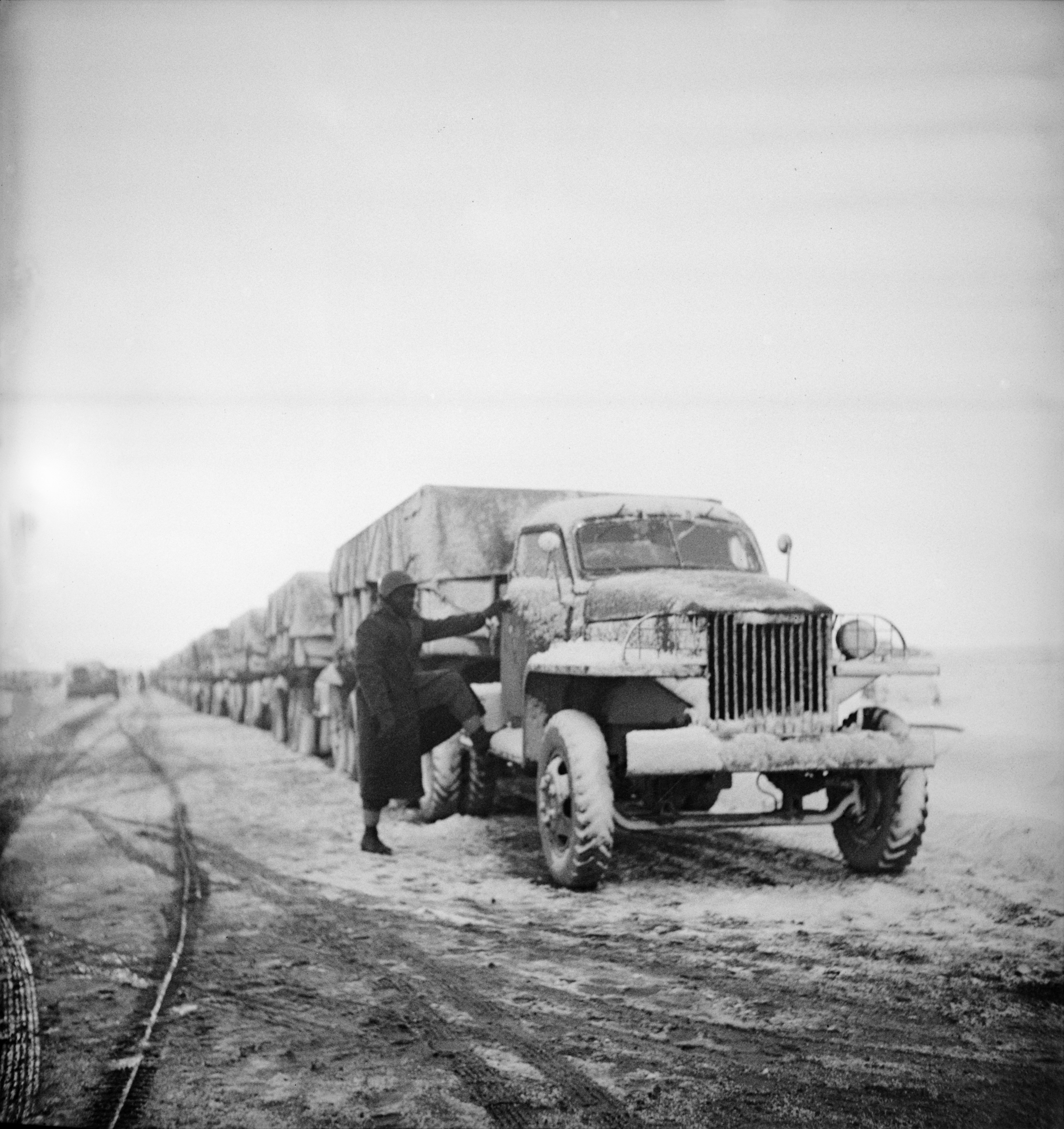
Колона «Студебекерів» транспортного корпусу США в перській пустелі на шляху до СРСР, березень 1943

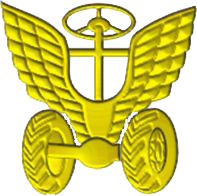
Емблема автомобільних та дорожних військ Збройних сил України

Автомобі́льні війська́  — рід спеціальних військ, призначений для підвезення боєприпасів, пального, продовольства і інших матеріальних засобів, необхідних для ведення бойових дій, а також для евакуації поранених, хворих, техніки. Крім того, автомобільні війська можуть перевозити війська, що не мають свого автотранспорту.
Складаються з автомобільних (автотранспортних) підрозділів і частин, що організаційно входять до складу загальновійськових частин і з'єднань, а також частин і з'єднань родів військ або ж складають окремі автомобільні частини. 
У деяких арміях автомобільні війська називаються транспортними військами.
Вперше автомобільні війська у складі автомобільних рот (батальйонів) з'явилися перед Першою світовою війною.

## Зовнішні джерела
- АВТОМОБИЛЬНЫЕ ВОЙСКА
- Автомобильные войска